# Троица (Даниловский район)
Троица — деревня в Даниловском районе Ярославской области. Входит в состав Середского сельского поселения, относится к Федуринскому сельскому округу.

## География
Расположена в 8 км на север от центра поселения села Середа и в 20 км на юго-восток от райцентра города Данилова.

## История
Каменный пятиглавый храм во имя Святой Живоначальной Троицы с ярусной колокольней был построен на средства крестьянина Ивана Григорьевича Пушкова в 1811 году на месте сгоревшего в 1805 году деревянного храма. В храме находилось три престола: во имя Святой Живоначальной Троицы; во имя святителя Николая, архиепископа Мир Ликийских, чудотворца; во имя благоверного великого князя Александра Невского. 
В конце XIX — начале XX века село входило в состав Федуринской волости Даниловского уезда Ярославской губернии.
С 1929 года село являлось центром Троицкого сельсовета Даниловского района, в 1944 — 1959 годах — в составе Середского района, с 1954 года — в составе Федуринского сельсовета, с 2005 года — в составе Середского сельского поселения.

## Население
| 1859 | 2002 | 2007 | 2010 |
| ---- | ---- | ---- | ---- |
| 150  | ↘22  | ↘18  | ↗26  |

## Достопримечательности
В деревне расположена недействующая Церковь Троицы Живоначальной (1811).